# Контиљано
Контиљано (итал. Contigliano) је насеље у Италији у округу Ријети, региону Лацио.
Према процени из 2011. у насељу је живело 2230 становника. Насеље се налази на надморској висини од 413 м.

## Становништво
| 1936. | 1951. | 1961. | 1971. | 1981. | 1991. | 2001. | 2011. |
| ----- | ----- | ----- | ----- | ----- | ----- | ----- | ----- |
| 3.666 | 4.012 | 3.318 | 2.710 | 2.925 | 3.142 | 3.408 | 3.601 |